# Manfred Matthäi
Manfred Matthäi ist ein ehemaliger deutscher Skispringer.

## Werdegang
Matthäi bestritt mit der Vierschanzentournee 1958/59 sein erstes und einziges internationales Turnier. Beim Auftaktspringen auf der Schattenbergschanze in Oberstdorf verpasste er als 52. ein gutes Ergebnis. Bereits beim Neujahrsspringen auf der Großen Olympiaschanze in Garmisch-Partenkirchen überraschte er mit dem 12. Platz. Auch in Innsbruck auf der Bergiselschanze erreichte er mit Rang 15 einen guten Top-20-Rang. Die Tournee beendete er schließlich mit Rang 21 auf der Paul-Außerleitner-Schanze in Bischofshofen. In der Gesamtwertung erreichte Matthäi mit 746,5 Punkten den 23. Platz.
1997 engagierte sich Matthäi für die Gründung des Skiclub Mengersgereuth-Hämmern.

## Erfolge

### Vierschanzentournee-Platzierungen
| Saison  | Platz | Punkte |
| ------- | ----- | ------ |
| 1958/59 | 23.   | 746,5  |